# Slice of life

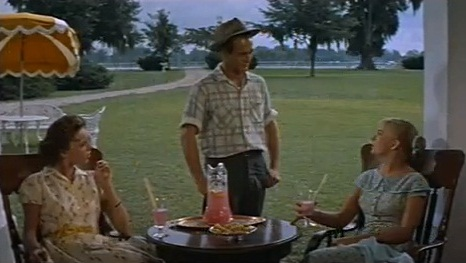
Imagine din trailerul filmului Lunga vară fierbinte

Slice of life (în franceză Tranche de vie, O felie de viață sau Viața de zi cu zi) este un termen care se referă la teatrul naturalist și denotă o descriere naturalistă a vieții reale a personajelor. Termenul a apărut în 1890-1895 și a fost folosit pentru prima dată, probabil, de dramaturgul și criticul literar francez Jean Jullien (1854-1919). Acesta, în lucrarea sa Le Théâtre vivant (1892), consideră că o piesă de teatru este „o felie de viață, pusă în scenă cu artă”.
Scenaristul și cercetătorul Eric R. Williams identifică unsprezece super-genuri în taxonomia sa a scenariștilor, susținând că toate filmele narative de lungmetraj pot fi clasificate după aceste super-genuri. Aceste 11 super-genuri sunt de acțiune, polițist, fantastic, groază, romantism, științifico-fantastic, slice of life, sport, thriller, război și western.